# Mesotaenium chlamydosporum
Mesotaenium chlamydosporum là một loài Song tinh tảo trong họ Mesotaeniaceae, thuộc chi Mesotaenium.